# Мілорадз (гміна)
Гміна Мілорадз (пол. Gmina Miłoradz) — сільська гміна у північній Польщі. Належить до Мальборського повіту Поморського воєводства.
Станом на 31 грудня 2011 у гміні проживало 3415 осіб.

## Територія
Згідно з даними за 2007 рік площа гміни становила 93.75 км², у тому числі:
- орні землі: 82.00%
- ліси: 3.00%

Таким чином, площа гміни становить 18.95% площі повіту.

## Населення
Станом на 31 грудня 2011:
| Опис     | Загалом | Загалом | Чоловіки | Чоловіки | Жінки | Жінки |
| -------- | ------- | ------- | -------- | -------- | ----- | ----- |
| одиниця  | осіб    | %       | осіб     | %        | осіб  | %     |
| все      | 3415    | 100     | 1725     | 50.51    | 1690  | 49.49 |
| міське   | 0       | 100     | 0        |          | 0     |       |
| сільське | 3415    | 100     | 1725     | 50.51    | 1690  | 49.49 |

## Сусідні гміни
Гміна Мілорадз межує з такими гмінами: Ліхнови, Мальборк, Пельплін, Субкови, Тчев, Штум.